# Kapp Records
Kapp Records var ett amerikanskt skivbolag som startade 1954 av David Kapp och hans bror Jack Kapp (som hade startat American Decca Records 1934). Kapp licensierade sina skivor till London Records för utgivning i Storbritannien.
År 1967 sålde David Kapp sitt bolag till MCA Records, Kapp slogs samman med MCA:s andra skivbolag 1971 och 1972 släpptes MCA Records den sista skivan under namnet Kapp Record.
Kapp:s logotyp var ett stiliserat "K" delvis inneslutet i en grammofonskiva. Tre versioner av denna logotyp fanns under företagets historia.